# La belle saison – Eine Sommerliebe
La belle saison – Eine Sommerliebe (Originaltitel: La Belle Saison) ist ein französisch-belgisches Filmdrama von Catherine Corsini aus dem Jahr 2015. Der Film, der die Liebesgeschichte zwischen einer jungen Frau vom Land und einer Pariser Feministin im Frankreich der 1970er Jahre erzählt, feierte am 6. August 2015 auf dem Locarno Film Festival seine Premiere.

## Handlung
Die 23-jährige Delphine steht ihren Eltern beim Bewirtschaften ihres Bauernhofs tatkräftig zur Seite. Statt jedoch endlich einen jungen Mann aus der Gegend zu heiraten, trifft sie sich lieber heimlich mit einer jungen Frau. Diese wird jedoch bald heiraten und erklärt ihre lesbische Beziehung für beendet. Delphine zieht daraufhin nach Paris. Dort schließt sie sich im Frühjahr 1971 einer Gruppe junger Frauen an, die sich für die Rechte der Frauen einsetzt und zu diesem Zweck verschiedene Aktionen organisiert, wie etwa das Verteilen von Flugblättern, die das Recht auf Abtreibung verkünden. Delphine verliebt sich dabei in die Spanischlehrerin Carole, die ihr mit ihrem freien Lebensstil imponiert, jedoch in einer Beziehung mit einem Mann lebt.
Bei einem Ausflug in den Süden des Landes anlässlich einer Befreiungsaktion für einen homosexuellen Bekannten, der von seinen Eltern in eine Psychiatrische Anstalt gesteckt wurde, reagiert Carole auf einen nächtlichen Annäherungsversuch Delphines irritiert. Zurück in Paris lässt sie sich jedoch von Delphine auf der Straße küssen und beginnt eine Affäre mit ihr, die sie ihrem Freund Manuel gegenüber später offen zugibt.
Nach einem Schlaganfall ihres Vaters Maurice sieht sich Delphine gezwungen, Paris zu verlassen, um ihrer Mutter Monique bei der Arbeit auf dem Bauernhof zu helfen. Während Monique eine Zeitlang bei ihrem Mann im Krankenhaus weilt, reist Carole an und verbringt mit Delphine eine sorgenfreie Zeit auf dem Land. Manuel zeigt sich bei Caroles Rückkehr verärgert über ihr irrationales und in seinen Augen verantwortungsloses Verhalten. Carole, die es – von bisher ungekannten Gefühlen überwältigt – nicht ertragen kann, von Delphine getrennt zu sein, verlässt schließlich Manuel und stattet Delphine erneut einen Besuch auf dem Bauernhof ab.
Bei ihrer gemeinsamen Arbeit auf dem Hof verbringen die beiden einen glücklichen Sommer. Auch mit Monique, die den gelähmten Maurice inzwischen zu Hause pflegt, versteht sich Carole immer besser. Ihre lesbische Beziehung zu Delphine muss jedoch wegen der konservativen Einstellungen auf dem Land geheim bleiben, was Carole und damit auch ihr Verhältnis zu Delphine zunehmend belastet. Auch vermisst Carole das Großstadtleben. Monique hofft derweil, dass Delphine den hilfsbereiten Antoine heiratet, der sich schon seit längerem vergeblich um Delphine bemüht und sich Carole gegenüber unfreundlich gibt, seit er über sie und Delphine Bescheid weiß.
Als Monique Delphine und Carole nach einer gemeinsamen Liebesnacht nackt im Bett vorfindet, kommt es zur Konfrontation. Die Mutter wirft Carole wütend vor, ihre Tochter verführt zu haben, und fordert sie auf, den Hof und Delphine zu verlassen. Diese entschließt sich kurzerhand, Carole nicht allein mit dem Zug abreisen zu lassen und mit ihr nach Paris zurückzukehren. Bei einem Zwischenstopp ihrer Reise kommen ihr jedoch Zweifel und sie lässt Carole allein weiterfahren, was die Trennung der beiden Frauen bedeutet.
Im Jahr 1976 erhält Carole, die inzwischen Frauen in Fragen sexueller Gesundheit berät und sich in einer neuen lesbischen Beziehung befindet, einen Brief von Delphine. Darin drückt diese ihr Bedauern aus, Carole verlassen zu haben, erkennt aber auch an, dass die Zeit nicht zurückgedreht werden kann. Sie hat den Hof ihrer Eltern verlassen und besitzt nun einen eigenen Bauernhof in Südfrankreich.

## Produktion

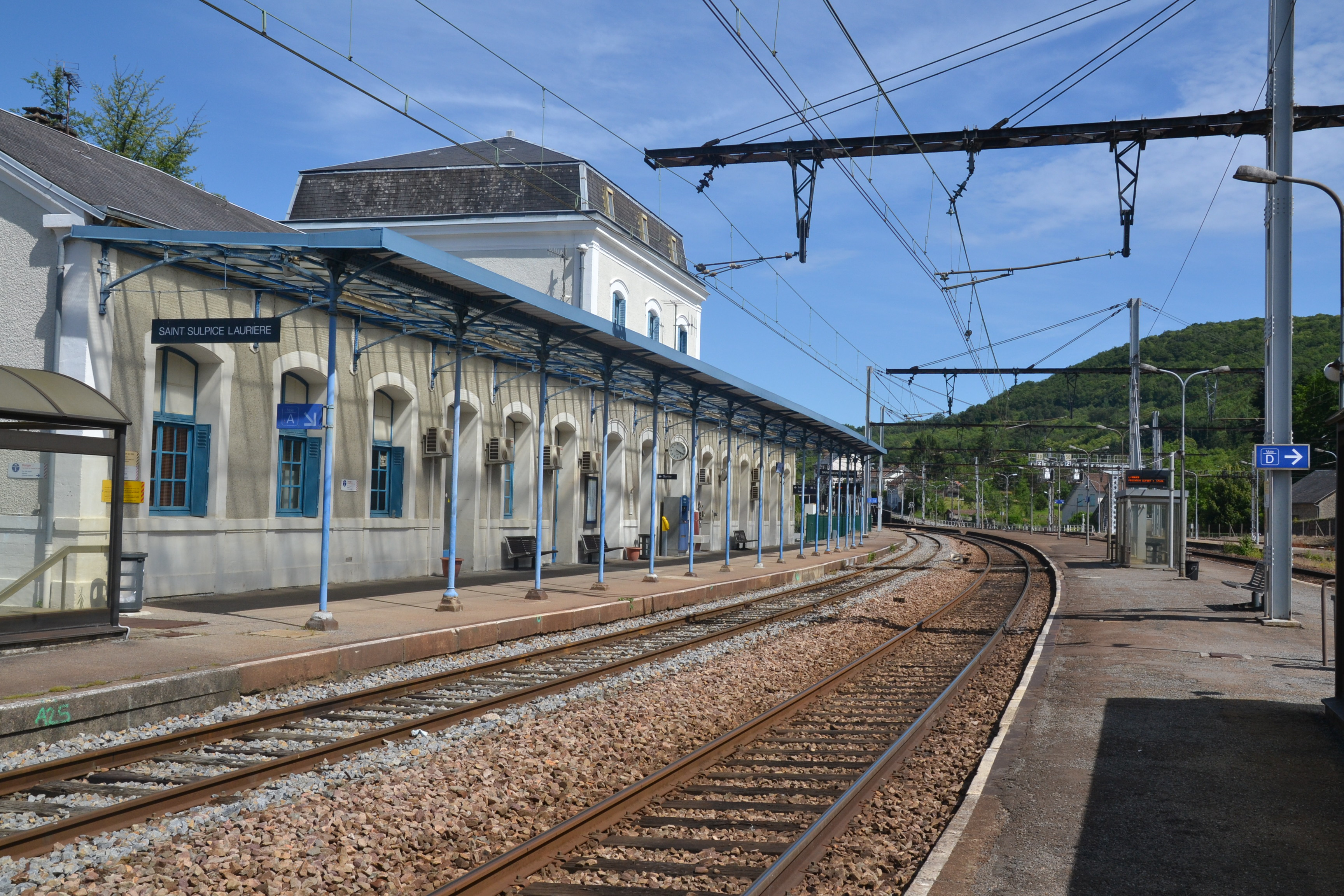
Der Bahnhof von Saint-Sulpice-Laurière, ein Drehort des Films

Der Film wurde vom 22. Juli bis 16. September 2014 vor allem im Limousin und in Paris gedreht. Drehorte waren unter anderem die École nationale supérieure d’arts et métiers an der Rue Pinel in Paris, das Château de Vaugien in Saint-Rémy-lès-Chevreuse (Psychiatrie), das Plateau de Millevaches, der Bahnhof von Aubusson im Département Creuse, Châteauneuf-la-Forêt (Bauernhof von Delphines Eltern) und der Bahnhof von Saint-Sulpice-Laurière im Département Haute-Vienne sowie Clermont-l’Hérault am Lac du Salagou im Département Hérault. Das Budget des Films lag bei rund 4,8 Millionen Euro. Das Szenenbild gestaltete Anna Falguères, für das Kostümbild war Jürgen Doering zuständig.
Der Film ist im Abspann der 2013 verstorbenen Filmproduzentin Fabienne Vonier gewidmet, die drei von Catherine Corsinis Filmen produziert hatte. Die Vornamen der beiden Hauptfiguren sind eine Hommage an zwei Frauenrechtlerinnen der damaligen Zeit – die französische Schauspielerin Delphine Seyrig und die Schweizer Regisseurin Carole Roussopoulos.

## Soundtrack
Neben der Filmmusik von Grégoire Hetzel, die der Liebesgeschichte etwas Lyrisches verleihen und vor allem die Gefühle von Delphine und Carole zum Ausdruck bringen sollte, und der im Film von den Darstellerinnen gesungenen Hymne der Frauenbewegung (L’Hymne du MLF) sind in La belle saison – Eine Sommerliebe mehrere zeitgenössische Lieder zu hören. Um die Modernität, die Carole dem Landleben entgegensetzt, zu unterstreichen, wurde als musikalische Begleitung auch ein moderner Song der US-amerikanischen Rockband The Rapture verwendet.
- Move Over von Janis Joplin
- Me and Bobby McGee in der Version von Janis Joplin
- Rock Me More and More von Colette Magny
- In the Grace of Your Love von The Rapture
- Fais-moi de l’électricité von Joe Dassin

## Rezeption

### Veröffentlichung
Die Weltpremiere von La belle saison – Eine Sommerliebe fand am 6. August 2015 auf dem Locarno Film Festival statt, wo der Film vom Publikum sehr positiv aufgenommen wurde. Am 19. August 2015 kam er in Frankreich, Belgien und der französischsprachigen Schweiz in die Kinos. Es folgten zahlreiche Aufführungen auf internationalen Filmfestivals wie dem Toronto International Film Festival, dem Busan International Film Festival, dem Festival do Rio, dem Internationalen Filmfestival Thessaloniki oder dem Göteborg International Film Festival.
In den deutschen Kinos lief der Film am 5. Mai 2016 an, in der deutschsprachigen Schweiz am 12. Mai 2016 und in Österreich am 13. Mai 2016; jeweils mit einer Altersfreigabe von zwölf Jahren. In Frankreich wurde er von rund 296.000 Kinozuschauern gesehen. Weltweit spielte er 1,84 Millionen Dollar ein. Im Oktober 2016 erschien er in Deutschland auf DVD und Blu-ray. Im deutschen Fernsehen wurde das Filmdrama erstmals am 8. April 2019 vom WDR ausgestrahlt.

### Kritiken
Die französische Presse nahm den Film überwiegend wohlwollend auf. Einig waren sich die französischen Kritiker hinsichtlich des Spiels der Hauptdarstellerinnen: Le Monde und Les Inrockuptibles bescheinigten Cécile de France und Izïa Higelin, „großartige“ („deux magnifiques actrices“) bzw. „sensationelle Schauspielerinnen“ („deux actrices sensationnelles“) zu sein; in der katholischen Tageszeitung La Croix wurde das Lob auch auf die Verkörperung der Mutterrolle durch Noémie Lvovsky ausgeweitet („magnifique trio d’actrices“). Positiv wurde in L’Humanité und L’Obs hervorgehoben, dass die feministischen Befreiungskämpfe, die die Charaktere im ersten Abschnitt des Films ausfechten, einer akribischen Rekonstruktion der Bewegung in den 1970er Jahren („une reconstitution minutieuse de l’époque“) entsprächen, aber dennoch so dargestellt würden, dass diese alten kämpferischen Themen in einem modernen, jubilierenden Film („film moderne et jubilatoire“) Platz fänden und die Relevanz in der Gegenwart eindrücklich werde.
Während La Croix und Les Inrockuptibles den zweiten Abschnitt des Films, der nach Delphines Rückkehr aus Paris auf dem Land spielt, als besser bewerteten, hielt Télérama zwar die Zärtlichkeit und „den lobenswerten Wunsch [der Hauptcharaktere], der Intoleranz zu trotzen“ („le désir louable de braver l’intolérance“), dem Film zugute, zeigte sich aber nicht gänzlich überzeugt.
Auch im englischsprachigen Raum wurde La belle saison – Eine Sommerliebe mit weitgehend positiven Kritiken bedacht. Boyd van Hoeij lobte im Hollywood Reporter die Chemie der Hauptdarstellerinnen („their chemistry is so real and natural you can’t help but root for them to be together“) und die Charakterisierung bis in die Nebenrollen. Er bemängelte jedoch, dass es Corsini nicht gelinge, die politischen Themen des ersten Filmabschnitts auf natürliche Weise mit den persönlichen Schwierigkeiten der Charaktere im zweiten Abschnitt zu verbinden.
Englischsprachige Filmkritiker zogen auch häufig einen Vergleich zu Abdellatif Kechiches Blau ist eine warme Farbe, einem anderen international bekannten französischen Film der 2010er-Jahre über eine Frauenbeziehung: Wendy Ide attestierte La belle saison – Eine Sommerliebe im Observer, zwar weniger direkt Intimität als Blau ist eine warme Farbe, aber dennoch „eine nicht weniger überzeugende Sinnlichkeit“ zu zeigen („a sensuality here that is no less persuasive“). Anthony Oliver Scott hob in der New York Times lobend hervor, dass die Beziehung zwischen Delphine und Carole anders als in Kechiches Film nicht in einem Vakuum stattfinde, sondern sich ins Leben der Protagonistinnen einfügen müsse. Zudem verfolge Corsini den „radikalen Ansatz“ („a radical proposition“), dass weibliche Leidenschaft nur unter Beachtung weiblicher Freiheit im gesamtgesellschaftlichen Kontext verstanden werden könne, weshalb Feminismus in ihrem Film eine größere Rolle einnehme.
Deutsche Kritiker schlossen sich den grundsätzlich guten Rezensionen an. Luitgard Koch lobte Corsini für Programmkino dafür, wie sie in ihrem Film auch die „sinnlich-erotischen Aspekte“ der Frauenbeziehung herausgearbeitet habe, ohne jedoch voyeuristisch zu sein. Die „vitalen Bilder vom Landleben“ weckten „Sehnsucht auf unbeschwertes Lebensgefühl“. Die Hauptdarstellerinnen überzeugen ihrer Meinung nach „durch ihr authentisch-leidenschaftliches Spiel“. Thomas Vorwerk bewertete La belle saison – Eine Sommerliebe für filmstarts.de als „[g]efühlvolles Liebesdrama mit kleinen dramaturgischen Schwächen“. Simon Hauck verglich den Film, der „Lebens- und Liebesträume zweier Frauengestalten im 68er Gesellschaftstaumel“ schildere, für Kino-Zeit mit einem „luftige[n] – aber nicht ausschließlich leichte[n] – Roséwein“. Insgesamt hätten die Filme Carol von Todd Haynes und Blau ist eine warme Farbe von Abdellatif Kechiche das Thema lesbischer Beziehungen aber besser umgesetzt.
Das Lexikon des internationalen Films sah in dem Liebesdrama eine „[b]eherzte, mitunter in satten Farben schwelgende Hommage an die Frauen, ihren Gemeinschaftssinn, ihre Selbstständigkeit und Sinnlichkeit“, wobei es in erster Linie mit der „Leichtigkeit seiner Inszenierung“ punkten könne. Die Filmzeitschrift Cinema attestierte dem Film und den beiden „unerschrockenen Hauptdarstellerinnen“ eine „Hingabe und […] Sinnlichkeit“, durch die La belle saison – Eine Sommerliebe „zu einem betörenden Ereignis“ werde. Voll des Lobes merkte Cinema dabei an: „So viel Leidenschaft sieht man selbst im französischen Kino nur selten.“ Entstanden sei „[d]as Manifest einer unbedingten Liebe“, das „mitreißend inszeniert und grandios gespielt“ sei.

### Auszeichnungen

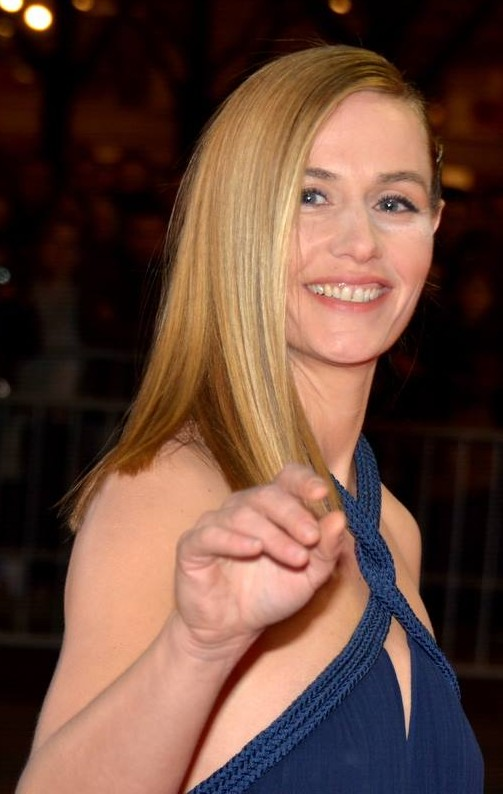
Cécile de France bei der César-Verleihung 2016 mit ihrer vierten Nominierung als beste Hauptdarstellerin

Der Film wurde 2015 beim Locarno Film Festival im Zuge seiner Weltpremiere in der Sparte „Piazza Grande“ mit dem Variety Piazza Grande Award ausgezeichnet, der von Kritikern des Branchenblatts Variety vergeben wird. Bei der 41. César-Verleihung war er 2016 in den Kategorien Beste Hauptdarstellerin (Cécile de France) und Beste Nebendarstellerin (Noémie Lvovsky) für den César nominiert. Bei der Verleihung des Prix Lumière war er im selben Jahr in den fünf Kategorien Bester Film, Beste Regie, Bestes Drehbuch, Beste Darstellerin (Izïa Higelin) und Beste Filmmusik nominiert. Für die Filmmusik von La belle saison – Eine Sommerliebe und Trois souvenirs de ma jeunesse wurde Filmkomponist Grégoire Hetzel mit dem Prix Lumière auch ausgezeichnet.
Ebenfalls 2016 erhielt La belle saison – Eine Sommerliebe als bester Film je eine Nominierung für den Großen Preis der Jury beim italienischen LGBT-Festival MIX Milano di Cinema GayLesbico e Cultura Queer und für den LGBT-Preis Sunny Bunny im alternativen Wettbewerb des Molodist International Film Festival.

## Deutsche Fassung
Die deutsche Synchronfassung entstand bei der Synchronfirma Digital Media Technologie in Hamburg. Das Dialogbuch schrieb Celine Fontanges, die auch die Dialogregie übernahm und Cécile de France ihre Stimme lieh.
| Rolle              | Darsteller         | Synchronsprecher      |
| ------------------ | ------------------ | --------------------- |
| Carole             | Cécile de France   | Celine Fontanges      |
| Delphine           | Izïa Higelin       | Maja Maneiro          |
| Monique            | Noémie Lvovsky     | Marion Martienzen     |
| Maurice            | Jean-Henri Compère | Eberhard Haar         |
| Françoise          | Loulou Hanssen     | Saskia Bellahn        |
| Antoine            | Kévin Azaïs        | Jacob Weigert         |
| Manuel             | Benjamin Bellecour | Matthias Klimsa       |
| Adéline            | Lætitia Dosch      | Jennifer Böttcher     |
| Fabienne           | Sarah Suco         | Merete Brettschneider |
| Charlotte          | Calypso Valois     | Katharina von Keller  |
| Marie-Laure        | Natalie Beder      | Mia Diekow            |
| Professor Chambard | Bruno Podalydès    | Volker Hanisch        |
| Geneviève          | Antonia Buresi     | Kristina von Weltzien |